# Náboženství v Japonsku

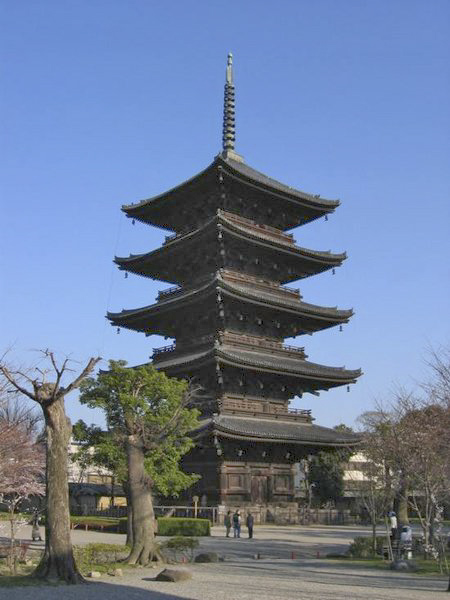
Pagoda chrámu Tódži buddhistické školy Šingon

Ústřední náboženství Japonska je buddhismus a šintoismus. Mnoho Japonců se však nehlásí jen k jednomu z nich, ale praktikují obě náboženství zároveň. Tento synkretický postoj je hluboce zakořeněn v každodenním životě Japonců a je pro ně typický. Někteří Japonci mají např. svatbu v křesťanském kostele a pohřeb podle buddhistické tradice.

## Buddhismus
Tradiční datování příchodu buddhismu do Japonska je kladeno od roku 522 (období Nara). Buddhismus sem byl přenesen z Koreje. Japonci se k buddhismu stavěli nejprve rozpačitě, avšak o dvě století později, za vlády císaře Šómu (724-749) byl buddhismus v rozkvětu. Od 9. století se rozvíjí dvě velké buddhistické školy Tendai a Šingon, které dodnes patří v Japonsku k nejoblíbenějším. Velké oblibě se dnes těší též Zen, škola Čisté země a učení mnicha Ničirena, souhrnně označováno pod názvem Ničirenova škola (či Ničirenův buddhismus).

## Šintoismus
Šintoismus je typické japonské náboženství. Vyvinul se z pravěkého respektu k přírodním silám a úkazům, kdy lidé začali uctívat místa spojená s přírodou (např. stromy, tůně a kameny). Postupem vznikla personifikovaná božstva, což dělá z šintoismu polyteistické náboženství. Tato božstva jsou známa pod názvem kami. Šintoismus tak nemá svého zakladatele, posvátnou knihu či podobně.
Své výsadní postavení šintoismus ztratil v 6. století s příchodem buddhismu do Japonska, avšak brzy začaly být obě nauky praktikovány zároveň.

## Křesťanství

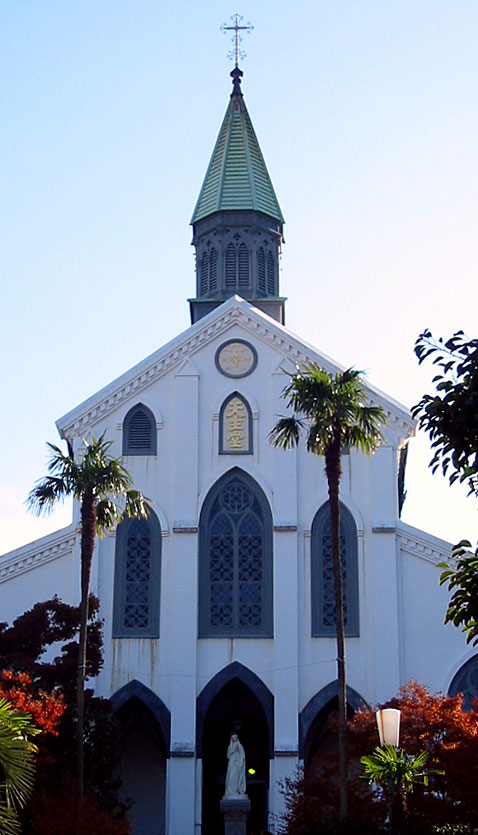
Katolický kostel Óura v Nagasaki

Křesťanství začalo do Japonska pronikat v 16. a 17. století, zejména pak jeho katolická větev. Jedním z jeho prvních šiřitelů byl jezuitský misionář sv. František Xaverský. Nejprve se křesťanství poměrně rychle šířilo, posléze se však proti němu vládnoucí vrstvy rozhodly zakročit a zároveň začaly prosazovat striktní izolaci od západního světa.
Křesťanství bylo v Japonsku potlačeno a znovu se pomalu začalo prosazovat až v 19. století. Plné svobody se dočkalo až po porážce Japonska po druhé světové válce, ovšem jeho vliv ani poté nebyl příliš velký.
Odhady podílu křesťanů v japonské populaci se dost liší, obvyklé jsou údaje v rozpětí 1-3 miliónů věřících, přičemž minimálně vyšší číslo by obsahovalo značný podíl synkretiků vyznávajících částečně i minimálně jedno z tradičních japonských náboženství. Většina křesťanů v Japonsku jsou protestanti, počty katolíků se udávají obvykle v rozmezí 150 000 - 500 000 obyvatel. Ke křesťanství se (červenec 2021) hlásí necelé 1% etnických Japonců a dále asi 0,5 mil. cizinců zde žijících, hlavně Filipínců, Korejců a Brazilců.